# Зенит (винтовка)
ЦВ-55 «Зенит» — однозарядная целевая винтовка калибра 7,62 мм разработанная Е. Ф. Драгуновым и И. А. Самойловым на Ижевском машиностроительном заводе в 1955 году. Считается, что при её проектировании были впервые применены технические идеи, которые на много лет определили конструирование целевых и снайперских винтовок во всем мире, например — запирание канала ствола на три симметрично расположенных боевых упора. Такая система запирания точнее фиксирует патрон в патроннике, значительно повышая результативность стрельбы. Второй особенностью был так называемый «вывешенный» ствол, то есть — не имеющий контакта с ложей оружия, что резко уменьшило деформации ствола при перепадах температур.
В 1958 г. винтовки «Зенит», «Стрела» и «Тайга» на выставке в Брюсселе были удостоены Гран-При.